# Елизабет Гутиерес
Елизабет Гутиерес Неварес (на испански: Elizabeth Gutiérrez Nevárez) е американска актриса и модел от мексикански произход. Известна е с изпълнението на главните роли в теленовелите „Лицето на другата“ и „Призракът на Елена“.

## Произход
Родена е на 1 април 1979 г. в Лос Анджелис, Калифорния. Баща ѝ е от Халиско, Мексико, а майка ѝ от Дуранго, Мексико. Има шест сестри и един брат.
Израства в Халиско, Мексико.

## Актьорска кариера
Кариерата на Елизабет започва с участие в риалити шоуто „Protagonistas de novela 2“. През 2006 г. получава първата си роля в теленовелата „Винаги ще те помня“, където си партнира с Габриел Порас и Соня Смит. Следва роля в друга теленовела – „Заложница на съдбата“. След нея тя получава първата си главна роля в продукцията „Купена любов“, където си партнира с Хосе Анхел Ямас. Следва втора главна роля за кариерата ѝ в теленовелата „Лицето на другата“ заедно с Мартин Карпан, Габи Еспино, Сули Монтеро, Марица Родригес, Карла Монрой, Химена Дуке като сестра на Аналия и др. Участва в теленовелата „Непокорно сърце“ и през 2010 г. получава отново главна роля в продукцията на Телемундо – „Призракът на Елена“. Следва роля в теленовелата „Лицето на отмъщението“ през 2012 г.

## Личен живот
През 2003 г. в шоуто „Protagonistas de novela 2“ се запознава с Уилям Леви. Оттогава двамата имат връзка, която с прекъсване, продължава до 2024 г. Раждат им се две деца – Кристофър Александър и Кайли Александра.

## Филмография
- Jugar a ganar (2004)
- Винаги ще те помня (Olvidarte jamas) (2006) – Исабела
- Заложница на съдбата (Acorralada) (2007) – Паола Ирасабал
- Купена любов (Amor comprado) (2007/08) – Мариана
- Лицето на другата (El rostro de Analía) (2008/09) – Ана Ривера (Мариана Монтиел)/Ана Лусия „Аналия“ Монкада/клонинг на Аналия
- Непокорно сърце (Corazón salvaje) (2009) – Росенда Монтес де Ока
- Призракът на Елена (El fantasma de Elena) (2010) – Елена Лафе
- Лицето на отмъщението (El rostro de la venganza) (2012) – Мариана
- Клетниците (Los miserables) (2014)